# موسی التعمری
موسی التعمری (عربی: موسى سليمان التعمري) (تولد ۱۰ ژوئن ۱۹۹۷) بازیکن فوتبال حرفه‌ای اردنی است که برای تیم ملی فوتبال اردن و باشگاه فوتبال مون‌پلیه فرانسه بازی می‌کند.